# Buck Jones
Charles Frederick Gebhart (ur. w Vincennes, według jednych źródeł: 12 grudnia 1891, według innych źródeł: 4 grudnia 1889, zm. 30 listopada 1942 w Bostonie) – amerykański aktor.

## Wybrana filmografia
- 1921: The Big Punch